# Бонапарт, Жером Наполеон
Жером Наполеон Бонапарт (англ. Jerome Napoleon Bonaparte, фр. Jérôme-Napoléon Bonaparte; 5 ноября 1830, Балтимор — 3 сентября 1893, Прайдс Кроссинг) — американский и французский военный. Представитель американской линии династии Бонапартов. Участник Крымской войны (1853—1856), Завоевания Алжира, Австро-итало-французской войны (1859) и Франко-прусской войны (1870—1871), дослужившись до чина подполковника.

## Биография
Родился 5 ноября 1830 года в Балтиморе (штат Мэриленд). Старший сын Жерома Наполеноа Бонапарта-Патерсона (1805—1870) и Сьюзан Мэй Уильямс (1812—1881), дочери богатого коммерсанта из Балтимора. Внук Жерома Бонапарта, короля Вестфалии и младшего брата французского императора Наполеона I.
В 1848 году Жером Наполеон Бонапарт поступил в военную академию в США в Вест-Пойнте, которую закончил в 1852 году. После обучения он служил вторым лейтенантом в Третьем кавалерийском полку в Техасе. Его письма из Форта Инги и Форта Юэлл хранятся в Историческом обществе штата Мэриленд.
В августе 1854 года Жером Наполеон Бонапарт оставил военную службу и по приглашению императора Наполеона III переехал из США во Францию, где поступил на военную службу вторым лейтенантом в Седьмой драгунский полк. Он участвовал в Крымской войне с Россией, а также воевал в Алжире в 1856 и 1857 годах. В 1857 году его перевели (в чине капитана) в Первый африканский стрелковый полк, и он принимал участие в сражениях при Монтебелло и Сольферино. Он состоял в штабе французского императора и получал награды: Крымскую медаль, медаль ордена Почетного легиона, Орден Меджидие (османский орден), медаль за участие в Итальянской кампании и др.
В августе 1870 года Жером Наполеон Бонапарт участвовал во Франко-прусской войне, служа в драгунской полке императрицы Евгении. После взятия Парижа и свержения монархии он покинул французскую службу и вернулся в США в 1871 году.
Скончался от рака желудка в 1893 году.

## Брак и дети
Жером Наполеон Бонапарт женился на Кэролайн Ле Рой Аплтон Эдгар, дочери Сэмюэля и Джули Уэбстер Аплтон, вдове Ньюболда Аплтона. Супруги имели двух детей:
- Луиза-Евгения Бонапарт (1873—1923), муж с 1896 года датский дипломат, граф Адам Карл фон Мольтке-Хитфельдт (1864—1944), в браке родилось четверо сыновей.
- Жером Наполеон Чарльз Бонапарт (1878—1945), женат с 1914 года на Бланш Пирс, дочери Эдварда и Эмили Пирс из Ньютонвиля. Бездетен, последний мужской представитель американской линии династии Бонапартов.